# Gmina Łubowo
Gmina Łubowo je polská vesnická gmina v okrese Hnězdno ve Velkopolském vojvodství. Sídlem gminy je ves Łubowo. V roce 2017 zde žilo 6 563 obyvatel.
Gmina má rozlohu 113,41 km² a zabírá 9,04 % rozlohy okresu.

## Částí gminy
StarostenstvíBaranowo, Dziekanowice, Fałkowo, Imielenko, Imielno, Lednogóra, Leśniewo, Łubowo, Myślęcin, Owieczki, Pierzyska, Rybitwy, Rzegnowo, Siemianowo, Strychowo, Wierzyce, Woźniki, Żydówko
Sídla bez statusu starostenstvíChwałkówko, Goraninek, Moraczewo, Przyborowo

## Sousední gminy
| Růžice kompasu | Kiszkowo    | Kłecko       |         | Růžice kompasu |
| Růžice kompasu | Pobiedziska | Sever        | Hnězdno | Růžice kompasu |
| Růžice kompasu | Pobiedziska | Gmina Łubowo | Hnězdno | Růžice kompasu |
| Růžice kompasu | Pobiedziska | Jih          | Hnězdno | Růžice kompasu |
| Růžice kompasu |             | Czerniejewo  |         | Růžice kompasu |